# 王道の狗
『王道の狗』（おうどうのいぬ）は、安彦良和の漫画。『ミスターマガジン』1998年1号から2000年3号に掲載された。単行本は講談社ミスターマガジンKCより全6巻、白泉社ジェッツコミックス、中央公論新社より全4巻出版。明治時代中期から末期の日本、朝鮮、清を舞台に、秩父事件から日清戦争、辛亥革命までの東アジアの歴史と、それに翻弄された人々の運命を描いた。2000年に第4回文化庁メディア芸術祭マンガ部門優秀賞を受賞。『虹色のトロツキー』、『天の血脈』と並ぶ安彦の「現代史三部作」の一つ。

## 概要

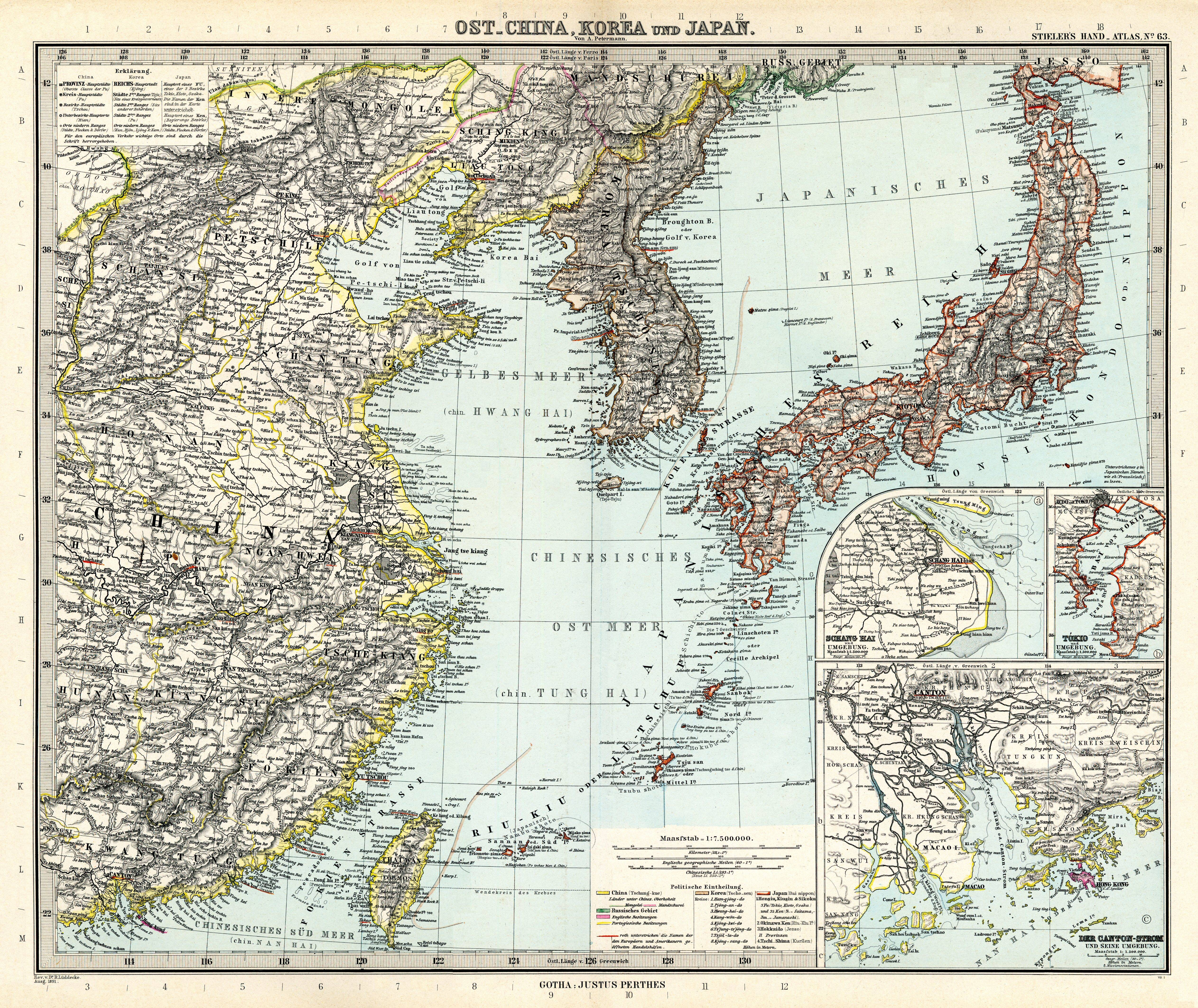
1891年製作の東アジア地図

本作は「王道」を目指す主人公・加納周助と、「覇道」を推し進めようとする風間一太郎の相克を中心に、明治時代における日本の対外政策が描かれている。作者の安彦によれば、作品内の「王道」と「覇道」の対立という図式は、出版社からの「読者に分かりやすい話に」との依頼によるもので、王道の側に勝海舟を、覇道の側に陸奥宗光を配置する構想は自身のアイデアだが、加納と風間という相反する登場人物は編集者のアイデアによるものだという。
安彦自身は「王道」と「覇道」といった様に現実世界を単純化は出来ないし、それぞれの明確な境界線が存在するのかは分からないとしており、作品内の陸奥の描き方について「総理大臣を務めることが出来るほどのスケールが大きい人物。一方、許さざるべき巨悪かといえばそうとは限らず、その冷徹さには抗し難い魅力がある。そのため作品終盤では『情』の側に配した」と発言している。
また、主人公の加納が孫文の支援者となり中国の革命運動に関わっていく場面で作品が終了していることについて作者の安彦は、日本から革命に参加した政治運動家の山田良政のことが念頭にあり死を連想させるような終わらせ方にした、と語っている。このことについて安彦は、連載時に明言はしていなかったが、山田が生前に関わっていた東亜同文会の流れを汲む愛知大学の関係者の知る所となり、2006年に大学に招かれて講演を行うことになった。
掲載誌の『ミスターマガジン』が2000年1月で休刊されたため、作品終盤は急ぎ足の展開となったが、2004年から2005年に白泉社から出版された完全版では第31話と第47話が新たに書き下ろされるなど大幅な内容修正がされている。完全版の各巻には鶴田謙二、森薫、平野耕太、久米田康治からの推薦文が寄せられた。劇中の時代は1889年から1900年に当たる。

## ストーリー
1889年（明治22年）秋、北海道上川。明治政府による石狩道路建設のための懲役労務に従事していた自由党の加納周助と、天誅党の風間一太郎が共に現場から脱走するところから物語は始まる。加納は大阪事件に関与し重懲役九年の刑、風間は高田事件に関与し重懲役十年の刑を受け、過酷な重労働の日々を送っていた中での脱走だった。その道中、二人はアイヌ人の猟師・ニシテの助けを受けると、加納は「クワン」、風間は「キムイ」というアイヌ名を与えられ、湧別で農場を営む徳弘正輝の下に身を寄せることになる。やがて二人は徳弘にアイヌ人ではないことを見破られてしまうが、軍を追われた身だという彼の庇護を受け、アイヌの娘・タキと出会うなど平穏な生活を送る。
そんなある日、ニシテが恋人を救出しようとするあまりに殺人を犯し警察に逮捕される。加納は恩人の窮地を前にして何もできないことへの後悔から、「裏道でも王道を行く強い狗」になるべく放浪の武術家・武田惣角への入門を申し出ると、彼の指導を受けて柔術の技を磨く。さらに秩父事件の幹部の一人・飯塚森蔵との再会を契機に過去の記憶がよみがえる。
1884年（明治17年）11月、加納は自由党の壮士として秩父事件に参加するが、圧倒的な武力を有する鎮台兵の攻勢の前に困民党軍は崩壊し、幹部達は四散する。さらに一連の激化事件を扇動した大井憲太郎の冷淡な態度を目の当たりにしたことで、党幹部に対して次第に疑念を抱くようになる。1885年（明治18年）、大井の主導による朝鮮渡航計画および政府転覆計画が実行に移されることになる。加納は計画の杜撰さに疑問を感じながらも軍資金調達に加わっていたが、渡航直前に計画が発覚。逃亡の最中に強盗傷害事件を犯したため、思想犯ではなく一般犯罪者として刑を受ける。
ふたたび1889年（明治22年）秋に戻る。加納は彼と同様に逃亡生活を続ける飯塚との対話を通じて「真に正しいと信じられる何か」を為そうとの思いを強めると、武田の推薦を受けて北海道庁主催の「大演武武道大会」に出場。準決勝で柳生心眼流の使い手・小野寺重吾に完敗を喫するものの、その姿が朝鮮の開明派政治家・金玉均の目に留まり、彼の護衛役を務めることになり新たに「貫真人」という日本名を与えられる。
一方、風間は飯塚と行動を共にしていた山師の財部数馬を殺害し、男の身分と名を奪う。「覇道」に目覚めた風間は加納と袂を別ち、徳弘の農場を去ると東京へと向かい、明治政府の閣僚・陸奥宗光に近づくことに成功する。陸奥は不平等条約改正のためにはアジアに覇を唱え、欧州列強に対し実力を認めさせること以外に日本の進むべき道はなく、その施策のためには金玉均の存在は障壁になると考えていた。
1890年（明治23年）、加納らの一行は閔氏政権の刺客を振り切ると東京へと向かう。そこで、福沢諭吉をはじめとした金玉均の支持者たちと対面するが協力の約束を引き出すことは出来ず、かつての幕臣・勝海舟との会談も不調に終わる。そんな中、加納は農商務省技官となった風間と再会する。「金玉均は見限った方がいい」「自由民権運動に大義はなかった」という風間は、加納に対し同じように陸奥の下で仕えることを勧めるが、加納は「言い分は正しいが、そこには自分の信じる大義はない」とこれを固辞する。そのため加納は風間の手により、石川島監獄に未決のまま長期勾留されるが、勝の取り計らいにより出獄する。加納に坂本龍馬の面影を見出す勝は、「金の唱える三和主義（アジア協調）の理想は、彼の下に仕えるだけでは為しえない」と説き、自らの支援下でアジア各国との交渉や革命運動の支援に携わることを勧める。
勝の肝いりで建造された新造艦「あじあ丸」の進水式を巡り、勝から艦長に指名された加納、陸奥から進水式の阻止を命じられた風間は相まみえるが、追いつ追われつの展開の末、無事進水を果たす。加納はアメリカ留学を希望する風間に対し、北海道で彼の帰りを待つタキを迎えに行くように勧める。
勝の下で活動を始めた加納は「あじあ丸」の艦長として武器などの物資の密輸や、密航者の保護などを行いつつ李鴻章や袁世凱らの動静をうかがう。1893年（明治26年）、清国打倒を目指す秘密結社・三合会に加わり、その縁で革命家の孫文と出会うが、彼との対話を通じて国家の行く末を決するのは実力者の動静ではなく、無名の若者や秘密結社員ではないかと予感する。その後、加納は清の戦艦・定遠において李鴻章と謁見し、朝鮮の支配権を巡る戦争回避、金玉均への協力と両者会談の約束を取り付ける。意気揚々と日本へ帰国する加納だが、金の存在を「三国間の対話の障壁」と考える李の真意を測ることは出来ない。
1894年（明治27年）3月、李鴻章との会談のため上海を訪れた金玉均は当地で閔氏政権の刺客に暗殺される。李の策謀を察知した加納は救出のために追いすがるが阻止することは出来ず、後悔の念から李と清国に対する復讐を決意。東学の指導者・全琫準に接近すると最新式の武器を提供し、東学党の乱を支援する形で金玉均の為し得なかった朝鮮の改革を推し進めようとする。一方、日本の外務大臣・陸奥宗光は陸軍参謀本部次長・川上操六と共に、朝鮮の騒乱を引き金に清国との戦端を開く機会を狙っていた。
日清両国は天津条約に基づき騒乱鎮圧のため軍を派遣するが、同年6月に朝鮮政府と農民軍との停戦が成立したことでその意義は失われ平穏は保たれたかに思われた。しかし陸奥と川上は増派を決定し、さらに大院君を担ぎ出した上での開戦工作を進めていた。加納は勝からの密命を受け、大院君との折衝に関わる岡本柳之助の暗殺を試みるが叶わず、同年7月28日に両国は開戦へと至る。
1895年（明治28年）3月、清国の講和全権大臣として下関を訪れた李鴻章は、会談の帰途に小山豊太郎に狙撃され負傷する。小山の犯行を唆したのは加納であったが、彼の復讐の対象は日本の全権大臣を務める陸奥へと変わっていた。陸奥は李の暗殺未遂事件により国際世論の非難を浴び政治的譲歩を迫られると、さらに同年4月に欧州列強からの三国干渉という事態に直面し当惑する。
やがて加納は陸奥を暗殺するべく、兵庫県舞子浜へと向かう。静養中の陸奥の下には、アメリカから帰国したばかりの風間とタキの姿もあった。加納は間隙を突いて陸奥と対峙すると、かつて仕えた金玉均の仇と称し「陸奥の外交姿勢はアジアの友好関係に仇を成す行為であり、王道の理に適わない」と主張する。一方、陸奥は「アジアの不動の盟主と考える清国は友好など望んでおらず、旧態依然の朝鮮が日本に敵対姿勢を取る限り三国の協調などあり得ない」と主張、仮に陸奥を倒したとしても日本の方向性を変えることは出来ないと説く。その言葉を遮るように加納は陸奥を手にかけようとするが、その場に駆けつけた風間により阻まれる。その際、タキの面前であやまって風間を刺し殺してしまい、自らの半身を失ったことを悲しむのだった。
時は流れて1900年（明治33年）、加納は孫文の革命運動に身を投じていた。孫文は義和団の乱による混乱に乗じ、広東省恵州三洲田での武装蜂起を指示するが、軍事支援を約束していた日本政府は外交方針を転換し撤回する。同年10月、三洲田に残る加納は清国軍の包囲下に置かれるが、血路を開くべく配下の兵たちに号令をかける場面で物語を終える。

## 登場人物

### 主要人物
加納周助
本作の主人公。囚人「壱百五号」。後に変名としてアイヌ名「クワン」、日本名「貫真人（つらぬき・まひと）」、中国名「貫真人（クワン・ツァオレン）」。
神奈川県愛甲郡上荻野出身の自由党員。東京都京橋区築地にある壮士養成所「有一館」で学び、秩父事件や大阪事件に関わる。逃走中に強盗傷害事件を犯し逮捕され重懲役刑を受けるが、石狩道路建設現場から脱走してアイヌの猟師・ニシテに助けられる。やがて武田惣角や徳弘正輝らの人物と触れることで「王道」に、金玉均や孫文との邂逅で大アジア主義に目覚める。
風間一太郎
囚人「壱百参号」。後に変名としてアイヌ名「キムイ」、日本名「財部数馬（たからべ・かずま）」
新潟県高田出身の頸城自由党員。高田事件に関与し重懲役刑を受けるが、加納と共謀して現場から脱走。徳弘の下に身を寄せるが山師・財部数馬を殺害、彼の名を奪い「覇道」に目覚める。後に古河財閥に取り入り、その縁から陸奥宗光に仕える。
タキ
アイヌの娘。徳弘に嫁いだ姉・ホウらとともに徳弘農場で暮らしていた。奔放な人物で、風間が口にした将来の約束を虚言と知りつつ彼の後を追って故郷を飛び出し、釧路の工場を経て函館の遊廓の遊女となる。風間の妻となりアメリカ合衆国に渡った後、風間の死後は函館に戻り遺愛高女の英語教師となる。
陸奥宗光
農商務大臣および、日清戦争時の外務大臣。不平等条約改正のために、清国との戦争を通じて列強に日本が強国であることを示す必要があると考え、川上操六らと共に清国との全面戦争を画策。終戦交渉において手腕を振うが、李鴻章の暗殺未遂事件により政治的譲歩を迫られる。さらに欧州列強からの三国干渉という事態に直面する。
勝海舟
かつての江戸幕府の幕臣で、明治期には参議、伯爵。本作では加納を有望な壮士として保護し、加納に新造軍艦を与え活動を支援した。日本・朝鮮・清国が連携する必要があると考え、陸奥や川上らが清との全面戦争へと突き進む様を「西南戦争以来の失態」「百年の大計を誤ろうとしている」と憂慮している。
金玉均
朝鮮の改革派政治家。甲申事変の失敗により日本へと亡命。日本各地を転々とし福沢諭吉、勝海舟らと会うが協力を引き出すことは出来ず。護衛を務める加納については「勝海舟の元にいた方が大きな仕事ができる」とし、あえて距離を置くことになる。清国の李鴻章との会談のために上海へと渡るが、同地で閔氏政権の刺客に暗殺された。亡命中には日本名「岩田秋作」を名乗っていた。

### 日本

#### 北海道の人々
ニシテ
北見地方に住むアイヌの猟師。大柄な体躯で怪力の持ち主だが争いごとを好まない温和な性格で、和人の横暴に耐えていた。脱走して山中を彷徨っていた加納と風間を助け、徳弘に引き合わせる。チヨというアイヌの娘との結婚を考えていたが、彼女が父親の借金のかたに漁場に売られたことを知ると暴徒化し、殺人を犯したため警察に逮捕された。
キピヒ
ホロカという集落に住むアイヌの老婆。国後島の漁場に働きに出たまま行方の知れない「クワン」と「キムイ」という息子と、番屋に働きに出た際に皮膚病を患った「ウパシ」という娘がいる。加納と風間のアイヌ名は彼女の息子達が由来となっており、息子たちが帰ってきた時のために仕立てていた厚司を二人に授けた。後にウパシは死亡しキピヒも行方知れずとなる。
武田惣角
大東流合気柔術の始祖。合気道の始祖・植芝盛平の師匠。作中では、加納の師匠として柔術を指南し精神的な成長を促すと共に、自分の代理として金玉均の護衛役に推挙した。その後、先輩の西郷頼母の命により福島県へと帰郷した。明治22年に湧別に行った設定は作者の創作。
作中の武田惣角が指導した内容は、まったくの創作です。消息不明の20～30代、25歳で同居人藩士の孫コンと結婚、武田の20代はまだ英名録（門人名）はない。戦後、大東流合気武道演大会で門人功労者のトップが西郷従道としたため、明治20年、西郷従道の北海道開発長官に同行と創作した。同年、武田の長男宗清が生まれ、北海道へは行っていない。明治23年、武田は生家御池田の青中連（青年会）の会長です。西郷頼母は身長140センチ程度、武術の達人ではない写真・生涯日誌の証拠が判明している。武田家は農民の身分、自宅火災の借金返済に悩み、霊山神社宮司保科近悳（元西郷頼母）に相談し、大東流柔術の名称・甲斐武田家の歴史を与えられた。本作品が引用した著書『武田惣角と大東流合気柔術』は、先祖（武田国次）・生家身分（藩士・郷士・神官）など誤記が多く（戦前に見られる歴史の仮託）、人物事典に引用され、訂正が困難になっている。江戸時代の先祖は斎藤家、幕末は竹田姓、明治5年戸籍から武田姓、農民以外の身分は証拠がない。
故郷、会津坂下町郷土学習副読本は、大東流合気柔術の中興の祖ではなく、創始者として高く評価されている。武田に武芸十八般、御式内（柔術）を教えた同居人の藩士佐藤金右衛門、気合術（気合・合気）は近村の修験道易者中川万之丞が教えた。
本作品は評価が高く、故郷会津を調査しなかった武田惣角の誤記は惜しい。新作『銀色の路』で同じ誤記は避けるべきである。
徳弘正輝
土佐藩出身の郷士で、1882年に北海道の湧別原野（後の紋別郡湧別町中湧別地区）に入植し同地の開拓に尽力した。作中では竹橋事件に関与し軍を追われたとの設定で、アイヌ人のふりをしていた加納のことを政府の密偵と見做して問い詰めるが、誤解だと知ると孟子の言葉を引用して彼に王道に立った政治の大切さを説いた。作者によると、実際は竹橋事件ではなく、自由民権運動の立志社 (政治団体)で少年を殺傷する事件があり、それに関わったことが徳弘が土佐を離れた理由であろうという。
財部数馬
福島県伊達郡出身の山師で、元二本松藩の藩士。北海道に渡り飯塚とともに金鉱探索に従事していたが、逃亡犯としての人生に見切りをつけようと目論む風間によって殺害された。
永山武四郎
北海道庁長官および屯田兵本部長。作中では武田惣角からの推挙もあり、加納に対して金玉均の護衛役に付くことを提案した。また、徳弘との会話の中でロシア帝国の南進が迫りつつあり、その対策が急務であることを示唆した。
小野寺重吾
柳生心眼流の武道家。北海道庁主催の「大演武武道大会」で加納の前に立ちはだかり圧倒する。大会後は閔氏からの刺客に雇われ、金玉均の護衛となった加納らの一行を付け狙う。

#### 秩父の人々
飯塚森蔵
秩父事件では困民党の乙大隊長を務める。田代栄助や井上伝蔵らと農民軍を指揮するが、孤立無援の情勢下と政府軍の攻勢が強まる中で消息を絶つ。作中では、事件後に「後藤平吉」の変名を名乗って北海道へ渡り、財部数馬と共に金鉱探索に従事していたが、加納との再会後は徳弘の下で農業に携わる。
落合寅市
秩父事件では困民党の乙副大隊長を務める。一本気な性格で、飯塚らの離脱後も加納ら残存兵力を率いて再度の進軍を試みるが敗走し、事件後は自由党総裁・板垣退助の下に身を寄せていた。1885年、大阪事件に関与した容疑で逮捕、投獄された。
田代栄助
困民党の総理。飯塚と同様に武装蜂起の延期を模索していたが、主戦派に押し切られる形で蜂起を決意。政府軍の攻勢が強まる中で逃走を図るが、潜伏中に捕らえられる。1885年2月に死刑判決を受け、同年5月に熊谷監獄で処刑された。

#### 自由党
大井憲太郎
急進的な自由民権運動の指導者。武闘路線に傾倒する板垣退助ら党指導部に先んじて秩父をはじめとした関東地方での一斉蜂起を画策し民意を煽るが、形勢不利と見るや方針を転換する。1885年に大阪事件を引き起こし禁固刑に処せられるが、1889年に大赦により出獄した。加納からは「自らの政治的野心を遂げるために民衆を扇動し利用した男」と評されている。
氏家直国
自由党の壮士。秩父事件の際には武装蜂起を回避させるため同地に派遣されるが、困民党幹部の思惑とは裏腹に民意を煽り立てる結果となる。後に大阪事件に関与するが恩赦により出獄する。
景山英子
岡山県出身の壮士。大阪事件に関与し投獄されるが恩赦により出獄した。後に大井と内縁関係になるが離別し、新聞記者・福田友作と結婚し「福田英子」と改称。女子実業学校を設立し、女子教育などに携わる。
大矢正夫
神奈川県出身の壮士。大阪事件に関与し投獄された。後に文芸評論家・詩人となる北村透谷とは親友。

#### 加納の関係者
加納家
丹沢山地の麓にある神奈川県上荻野の豪農。両親、祖母、姉、弟、妹がいる。当主を務める父は中気を患っており、加納を快く送り出す一方で内心では彼が家を継ぐことを希望していた。加納の逮捕後、父と祖母は亡くなり、姉の縁談は破断、家計は傾き、警察の監視下に置かれるなど没落している。
加納周平
加納の実弟。兄と同様に東京の学校への進学を希望していたが、加納の逮捕後に家計が傾き進学を断念。1890年、金玉均の護衛として上京し、密かに実家を訪れた加納と再会するが、犯罪者となった兄を亡き者と見做して涙ながらにつき放した。
酉蔵
東京出身の元泥棒。釧路の監獄に収容され硫黄山での労務に従事していたが脱走し、その道中で加納らと偶然知り合う。加納のことを「旦那」と呼び、その後も行動を共にするようになる。
和田延次郎
金玉均の護衛を務める少年。金が小笠原諸島に滞在していた当時から信任が厚く、加納が金の下を去った後も、死の間際まで付き従った。

#### 政府、軍関係者
伊藤博文
日清戦争時の内閣総理大臣。清国との戦争を時期尚早と考え慎重を期していたが、陸奥や川上らの工作により開戦を決断した。
大隈重信
二代外務大臣。明治22年（1889年）10月、大隈の条約改正案に反発する国家主義団体・玄洋社の来島恒喜による襲撃に遭い、右脚切断の重傷を負う。
井上馨
初代外務大臣。不平等条約改正のために鹿鳴館を中心にした外交政策（鹿鳴館外交）を推し進めるも失敗。作中では陸奥から欧化政策を揶揄された。
川上操六
陸軍中将・参謀本部次長。陸奥と共に清国との全面戦争を画策し、東学党の乱の終結後に天津条約に反し、朝鮮半島に駐屯する清国軍の2倍超の軍隊を派兵する。
大鳥圭介
在朝鮮公使。1893年6月、天津条約に基づき海軍陸戦隊400人を率いて漢城に駐屯。清の袁世凱との会談が成立し双方の撤兵で合意したかに思われたが、政府方針を察し開戦工作に加わる。
児玉源太郎
台湾総督。1900年、孫文の恵州蜂起に際し軍事支援を約束するが、日本政府の外交方針の転換により撤回した。作中では民政長官の後藤新平と共に孫文と面会し抗議を受けるが、これを窘める。

#### 陸奥の関係者
古河市兵衛
古河財閥創始者。日本国内の銅山開発などに携わり、第1次山縣内閣下での陸奥の農商務大臣就任を働きかけた。作中では財部の名を騙る風間を陸奥に引き合わせた。
岡本柳之助
元近衛連隊の士官。徳弘らと共に竹橋事件の首謀者となり軍を追放され、官職を剥奪された。その後、陸奥の下に身を寄せ、日清戦争前夜には彼の命を受けて大院君を揺さぶる。そのため勝から危険視され加納の襲撃を受けた。自らを「裏道を行く狗」と称する。

#### その他
福沢諭吉
慶應義塾大学創始者、思想家。甲申事変の際には金玉均の協力者となるが、事変後の朝鮮情勢に失望し、援助を求める金玉均に「近代化や独立は難しい」と説く。また、「弱い国家や民族を差別するべきではないのでは」との加納からの問いかけには「だから学問をしろと言っている」と退けた。
田中正造
栃木県議会議長、後に衆議院議員。足尾銅山鉱毒事件の追及に深く関わる。作中では銅山関係者から「栃木鎮台」と恐れられる一方、民衆の人気が高いことが描写されている。
内田良平
玄洋社社員、後に黒龍会を結成する。作中では天佑侠の一員として朝鮮に渡った先で加納と出会い、彼の武術に興味を持ち日本刀で勝負を挑むが翻弄される。
小山六之助
慶應義塾の元学生。加納に唆され、日清戦争の終戦交渉のため訪れた李鴻章の暗殺を企てる。
宮崎寅蔵
熊本出身の壮士で辛亥革命に関わる。作中では加納にタキの近況を伝える。

### 朝鮮
閔妃
李氏朝鮮26代国王・高宗の妃。甲申事変の際に改革派により親族を殺害されたことから中心人物となった金玉均の監視を指示。彼の暗殺後は遺体を凌遅刑に処した。「明成皇后」とも呼ばれる。
大院君
高宗の父で、政治家。19世紀後半の朝鮮で閔氏一族との間で政治抗争を繰り広げる。1894年、日本側に担がれる形で閔氏政権を倒し、親日政権を樹立。清国との従属関係を破棄したことにより、日清戦争の開戦へと至った。
洪鐘宇
金玉均暗殺の実行犯。犯行理由について「国王の命により反逆者を討った」と主張した。
全琫準
東学の指導者。加納から最新式の武器の提供を受け東学党の乱（甲午農民戦争）を指揮する。第一次蜂起に次ぐ第二次蜂起の際に、加納から亡命を勧められるが固辞し、政府軍に捕らえられ刑死。作中では、加納との別れ際に「国家や民族の利害を超えた正しい道があることを信じるか」と問いかけた。

### 清
孫文
中国革命家。後の辛亥革命の中心人物。本作では主人公・加納らの助けを得て革命に邁進するが、聡明な人物ではあるものの政治家として発展途上にあることが描写されている。また、大言の傾向があることから仲間からは「孫大砲」と呼ばれている。
李鴻章
清の実力者・外交官。北洋艦隊司令官。日清戦争後は全権大使として下関条約の調印を行った。作中では加納から東アジア情勢の解決のために金玉均に助力してほしいと依頼を受けるが、駐日公使の李経方を通じて陸奥宗光に対し、金を朝鮮へと明け渡すことを提案。依頼を反故にされた加納の怒りを買った。
袁世凱
駐朝鮮政府最高顧問。清の代表として閔氏政権に対し政治的干渉を行う。辛亥革命の際に革命派に協力した後、中華民国大総統として実権を握ると帝政復活を画策した。

## 書誌情報
- 安彦良和『王道の狗』 講談社〈ミスターマガジンKC〉全6巻
  1. 1998年6月発行 ISBN 978-4-06-319941-3
  2. 1998年10月発行 ISBN 978-4-06-333988-8
  3. 1999年3月発行 ISBN 978-4-06-334042-6
  4. 1999年8月発行 ISBN 978-4-06-334211-6
  5. 1999年12月発行 ISBN 978-4-06-334262-8
  6. 2000年3月発行 ISBN 978-4-06-334287-1
- 安彦良和『王道の狗』 白泉社〈ジェッツコミックス〉全4巻
  1. 2004年11月29日発行 ISBN 978-4-59-214221-8
  2. 2004年11月29日発行 ISBN 978-4-59-214222-5
  3. 2005年1月28日発行 ISBN 978-4-59-214223-2
  4. 2005年2月28日発行 ISBN 978-4-59-214224-9
- 安彦良和『王道の狗』 中央公論新社〈中公文庫コミック〉全4巻
  1. 2014年9月20日発行 ISBN 978-4-12-206016-6
  2. 2014年10月23日発行 ISBN 978-4-12-206018-0
  3. 2014年11月21日発行 ISBN 978-4-12-206042-5
  4. 2014年12月20日発行 ISBN 978-4-12-206059-3